# Zoja Cholščevnikovová
Zoja Fjodorovna Cholščevnikovová (rusky Зоя Фёдоровна Холщевникова; 30. prosince 1920 – 12. června 1991 Moskva, Ruská SFSR) byla sovětská rychlobruslařka.
V roce 1937 vyhrála na sovětském mistrovství juniorský závod, mezi seniory startovala na sovětských šampionátech od roku 1940, kdy byla šestá. V roce 1944 Mistrovství Sovětského svazu vyhrála, v letech 1945, 1947 a 1949 byla druhá a roku 1948 se umístila na třetí příčce. Na mezinárodní scéně debutovala v roce 1948 startem na Mistrovství světa, kde získala bronzovou medaili. O rok později, na MS 1949, si ještě polepšila a vybojovala stříbro. Poslední start na světovém šampionátu absolvovala v roce 1950. Sportovní kariéru ukončila roku 1952.